# Južna postovka
Južna postovka (znanstveno ime Falco naumanni) je ujeda iz družine sokolov.

## Opis
Južna postovka je precej bolj podobna sokolu kot navadna postovka. Od nje se najbolj loči po tem, da njena zgornja stran ni pegasta ampak enovito rdeče-rjava, glava je enake sive barve, prav tako konice peruti in rep. V letu je prav tako zelo podobna navadni postovki in prav tako pogosto visi v zraku in značilno maha s perutmi. Zraste do okoli 30 cm in ima razpon peruti okoli 70 cm. Tako je nekaj manjša od navadne postovke, od nje pa ima tudi krajša krila in rep.
Latinsko ime je dobila po nemškem zoologu Johannu Andreusu Naumannu.

## Razširjenost
Južna postovka je razširjena od južne Portugalske, Španije in severozahodne Afrike proti vzhodu prek južne Evrope do severne Kitajske. Živi v odprti krajini z redkimi drevesi, pogosto pa zaide v naseljena področja, kjer pogosto gnezdi v ruševinah v velikih kolonijah. Gnezdo nima zapletene strukture, vanj pa samica aprila znese od 3 do 6 jajc. Mladiči so polno razviti do konca maja. V naravi gnezdi tudi na tleh in v stenah. Je delna selilka, saj ptice, ki živijo severneje zimo preživijo v severni Afriki in Indiji.
Južna postovka se hrani pretežno z žuželkami, redkeje pa tudi z manjšimi kuščarji in glodavci.